# Gustaf Gyllenstorm
Gustaf Gyllenstorm, född 14 maj 1767 i Stockholm, död 14 maj 1845 i Stockholm, var en svensk militär och hovfunktionär.

## Biografi
Gustaf Gyllenstorm föddes 1767 i Stockholm. Han var son till översten Carl Peter Gyllenstorm och Andreetta von Mentzer. Gyllenstorm blev 11 februari 1773 volontär vid Livgardet, 15 mars 1780 rustmästare, 19 december 1781 fänrik, 17 april 1783 premiärfänrik och 24 april 1787 löjtnant. Han blev 23 april 1795 stabskapten i Svea livgardet, 21 november 1796 premiärkapten och utnämndes 21 november 1796 till riddare av Svärdsorden. Gyllenstorm blev 9 december 1802 kammarherre med nyckel, 1 mars 1805 sekundmajor i Svea livgarde och 13 november 1806 avsked med överstes namn, heder och värdighet. Han utnämndes 10 februari 1815 till kommendör av Vasaorden och 27 juli 1816 till kommendör med stora korset av Vasaorden. Gyllenstorm avled 1845 i Stockholm.

### Egendom
Gyllenstorm ägde Hohenwardt i Pommern.